# تسلخ الشريان الفقري
تسلخ الشريان الفقري (بالإنجليزية: Vertebral artery dissection)‏ هو تسلخ يصيب البطانة الداخلية للشريان الفقري الموجود في الرقبة ويوصل الدم إلى الدماغ.
هذا التسلخ قد يؤدي لظهور خثرة بسبب دخول الدم لجدران الشريان مما يؤدي لتضيقه.
من أعراضه ألم في الرقبة وأعراض سكتة مثل عسر التلفظ ورنح وفقدان البصر. ويمكن تشخيصه بواسطة التصوير بالرنين المغناطيسي والأشعة المقطعية.
قد يحدث تسلخ الشريان الفقري بعد رض جسدي يصيب العنق مثل إصابة كليلة (على سبيل المثال، حادث مرور)، أو خنق أو بعد حركات قوية للعنق مثل السعال أو المعالجة النخاعية («تقويم العمود الفقري»)، لكنه قد يحدث أيضًا بشكل عفوي. يكون لدى 1 -4% من الحالات العفوية اضطراب واضح في النسيج الضام يصيب الأوعية الدموية. يكون العلاج إما بالأدوية المضادة لالتصاق الصفيحات مثل الأسبرين أو بالأدوية المضادة للتخثر مثل الهيبارين أو الوارفارين.
إن تسلخ الشريان الفقري أقل شيوعًا من تسلخ الشريان السباتي الباطن (تسلخ الشرايين الكبيرة في مقدمة العنق). تكون الحالتان معًا مسؤولتان عن 10 -25% من السكتات غير النزفية لدى الشباب ومتوسطي العمر. يتعافى أكثر من 75% بشكل كامل أو مع بقاء أثر خفيف على الوظيفة، بينما يعاني الباقون من إعاقة شديدة، وتتوفى نسبة صغيرة (نحو 2%) جراء الاختلاطات. وصفه لأول مرة عالم الأعصاب الكندي س. ميلر فيشر في سبعينيات القرن الشرين.

## التصنيف
إن تسلخ الشريان الفقري هو أحد نمطي تسلخ شرايين العنق. يشمل النمط الآخر، وهو تسلخ الشريان السباتي، الشرايين السباتية. يُصنَّف تسلخ الشريان الفقري أيضًا بكونه إما رضي (ينجم عن الرض الميكانيكي للعنق) أو عفوي، وقد يُصنَّف أيضًا بحسب الجزء المصاب من الشريان إلى: خارج قحفي (الجزء الموجود خارج الجمجمة) وداخل قحفي (الجزء الموجود داخل الجمجمة).

## الأعراض والعلامات
يحدث الصداع في 50 – 70% من كل حالات تسلخ الشريان الفقري. يميل للتوضع في الجزء الخلفي من الرأس إما على الجانب المصاب أو في المنتصف، ويتطور تدريجيًا. يكون إما خفيف مستمر أو يشبه الضغط في صفاته وخفقانه. يعتبر نحو نصف المصابين بتسلخ الشريان الفقري الصداع مميزًا، بينما قد عانى الباقون من صداع مماثل فيما مضى. يُشتبَه بأن تسلخ الشريان الفقري المترافق بصداع كعرض وحيد شائع إلى حد ما، إذ تُشخَّص 8% من جميع حالات تسلخ الشريان الفقري والشريان السباتي على أساس الألم فقط.
قد يؤدي انسداد تدفق الدم عبر الوعاء الدموي المصاب إلى اضطراب في وظيفة الجزء من الدماغ الذي يرويه هذا الشريان. يحدث ذلك في 77- 96% من الحالات. قد يكون ذلك مؤقتًا («نوبة نقص تروية عابرة») في 10 – 16% من الحالات، لكن تنتهي العديد من الحالات (67 – 85%) بعيب دائم أو سكتة. يروي الشريان الفقري الجزء من الدماغ الموجود في الحفرة الخلفية للجمجمة، ويُدعَى هذا النمط من السكتات لهذا السبب احتشاء الدوران الخلفي. قد تشمل المشاكل صعوبة في الكلام أو البلع (المتلازمة البصلية الجانبية)، يحدث ذلك لدى أقل من خُمس الحالات بسبب اضطراب وظيفة جذع الدماغ. قد يعاني الباقون من عدم الثباتية أو غياب التناسق (الرنح) بسبب تأذي المخيخ، وقد يعاني آخرون من فقدان رؤية (في جهة واحد من الحقل البصري) بسبب تأذي القشرة البصرية الموجود في الفص القذالي. في حال تأذي السبل الودية لجذع الدماغ، قد تحدث متلازمة هورنر جزئية، وهي مزيج من تدلي الجفن، وتضيق الحدقة، وغؤور العين في أحد جانبي الوجه.
إذا امتد تسلخ الشريان إلى جزئه الموجود داخل الجمجمة، قد يحدث نزف تحت العنكبوتية (1% من الحالات). يحدث ذلك بسبب تمزق الشريان وتراكم الدم في المسافة تحت العنكبوتية. قد يتميز بحدوث صداع مختلف يكون شديد عادة، وقد يسبب أيضًا مجموعة من الأعراض العصبية الإضافية.
يحدث لدى 13 – 16% من المصابين بتسلخ الشريان الفقري أو السباتي تسلخ في شريان آخر في العنق. ولذلك يكون من الممكن أن تحدث الأعراض في كلا الجانبين، أو أن تحدث أعراض تسلخ الشريان السباتي في نفس وقت حدوث أعراض تسلخ الشريان الفقري. قد يضع البعض نسبة مرتفعة لحدوث التسلخ الوعائي المتعدد تصل إلى نحو 30%.